# 下島橋
下島橋（しもじまばし）は、長野県道315号波田北大妻豊科線が、梓川を超える際に架かる橋で、長野県松本市梓川下立田と波田下島を結ぶ。
地域の名産品にちなんで、波田側の親柱にスイカ、梓川側の親柱にリンゴの装飾を施してある。

## 概要
1950年（昭和25年）に、波田下島にある梓川高校へ通うための通学路として、当時の波田・梓川両村により建設され、増水で一部が流失されるたびに、両村で構成する管理協議会が補修していた。1976年（昭和51年）12月に県道に編入され、県が管理することになったが、1950年（昭和25年）に架けられた橋は、長さ132メートル、幅員2.6メートルのH鋼の上に木の板を並べたもので、幅員が狭い上に老朽化により自動車荷重が1トンに制限され、交通需要に対応できなくなっていた。そこで県は、旧橋の下流19メートルで、1986年（昭和61年）にポステンションPC単純T桁橋工事に着工、1990年（平成2年）10月23日に供用開始した。
長野県道315号波田北大妻豊科線は、橋の南方1200メートルの波田下島の国道158号との交差地点で、長野県道449号上竹田波田線と接続し、山形村方面に伸びることになっている。しかし、県の担当課は国道との交差地点近くにアルピコ交通上高地線があり踏切を新設しなくてはならないことを理由に、長野県道449号上竹田波田線工事に着手しない。このため、国道158号とはT字接続のままになっている。

## 歴史
- 1950年（昭和25年） - 梓川高校の通学路として建設（再架橋か？　ノート参照）
- 1976年（昭和51年）12月 - 県道に編入
- 1987年（昭和62年） - 架替工事に着手
- 1990年（平成2年）10月23日 - 供用開始